# 力道山からピンク・レディーまで テレビ25年総集編
『力道山からピンク・レディーまで テレビ25年総集編』（りきどうざんからピンク・レディーまで テレビにじゅうごねんそうしゅうへん）は、1978年10月5日に日本テレビ系列の『木曜スペシャル』枠で放送された日本テレビ製作の再放送番組である。
本項では、1979年1月1日に同系列局で放送された同特番の再編集版『かくし芸なんかじゃない!なつかしの爆笑VTR傑作選 テレビ25年総集編・2』（かくしげいなんかじゃない なつかしのばくしょうブイティーアールけっさくせん テレビにじゅうごねんそうしゅうへん・ツー）についても記述する。

## 概要
日本テレビが日本初の民間テレビ局として開局してから25年の間に収めてきた映像の数々を紹介していた2時間特別番組。司会は当時日本テレビのアナウンサーだった徳光和夫と福留功男がナレーター兼任で務めたが、番組収録が行われたのはセットの無いスタジオで徳光たち以外に出演者は無く、また徳光たちの役割も映像に関する事柄を述べる程度だった。

## 放送日時
いずれも日本標準時。
- 1978年10月5日（木曜） 19:00 - 20:54 （テレビ25年総集編）
- 1979年1月1日0（月曜） 19:00 - 20:54 （テレビ25年総集編・2）

## 放送された番組・事件・世相など
- 力道山のプロレス
- 初のプロ野球ナイター中継（1953年8月29日 巨人×阪神戦）
- ボクシング中継
- 初の月面着陸
- 全国高等学校サッカー選手権大会
- 風と共に去りぬ（1975年10月8日(前編)・15日(後編)、『水曜ロードショー』で放送[2][注釈 1]）
- 皇太子（後の明仁上皇）ご成婚パレード
- あさま山荘事件
- ダイヤル110番
- 快傑ハリマオ
- 遊星王子
- 教授と次男坊
- 男嫌い（日本テレビ版）
- 光子の窓
- ママちょっと来て
- 大阪野郎
- 意地悪ばあさん（テレビドラマ第1作）
- アベック歌合戦
- 明日があるさ（音楽バラエティ番組版）
- 巨人の星
- タイガーマスク
- 黄金バット
- 天才バカボン
- 宇宙戦艦ヤマト
- ルパン三世（第1作）
- 男どアホウ!甲子園
- これが青春だ
- 飛び出せ!青春
- おれは男だ!
- われら青春!
- シャボン玉ホリデー
- 日曜日だョ!ドリフターズ!!
- おはよう!こどもショー - モノクロ時代の映像。
- ロンパールーム - 歴代のお姉さんを放送。
- 荒野（1961年11月2日放送のカラー単発ドラマ。第16回芸術祭参加作品。[3]）[注釈 2]
- 巨泉・前武ゲバゲバ90分!
- コント55号の裏番組をぶっとばせ!
- なんでもやりまショー - 『元祖どっきりカメラ』を放送。
- ザ・ビートルズ日本公演
- CM博士の大冒険 - 第1回「不思議の国のトリス」を放送。
- コント55号のなんでそうなるの?
- スター誕生! - 歴代の「決戦大会」を放送。
- 太陽にほえろ! - 歴代の殉職シーンを放送。
- 王貞治の756号ホームラン（1977年9月3日）
- ノンフィクション劇場 - 1965年5月9日に放送された「ベトナム海兵大隊戦記・第1部」を放送。
- 日立ドキュメンタリー すばらしい世界旅行
- テレビ三面記事 ウィークエンダー
- 金曜10時!うわさのチャンネル!!

ユーチューブ投稿作を元に追加。

## スタッフ
- 企画：井原高忠
- 構成：喰始、麻布朝也
- ビデオプロセス：東洋現像所（現：イマジカ）ビデオセンター
- 音響効果：山口敏夫
- タイトル：丸山能明
- アニメーション：スタジオ・ロータス、木下蓮三
- 制作：仁科俊介、せんぼんよしこ
- 演出：斎藤太朗
- 製作著作：日本テレビ

## 備考
- 「ビートルズ日本公演」は、翌週10月12日の『木曜スペシャル』でも放送された。
- 本特番の『2』以降、日本テレビの元日に回顧特番が放送されたことはない。